# 웅천중학교 (경남)
웅천중학교(熊川中學校)는 대한민국 경상남도 창원시 진해구 남문동에 있는 공립 중학교이다.

## 학교 연혁
- 2021년 3월 1일 : 웅천중학교 개교5(1)
- 2021년 3월 1일 : 남 55명, 여 57명 계 112명 입학
- 2021년 3월 1일 : 제1대 김은수 교장 취임
- 2023년 3월 2일 : 2023학년도 신입생 입학, 남 70명, 여 46명 계 116명 입학

## 참고 자료
- 웅천중학교 - 한국교육학술정보원 학교알리미